# Piemonte Open 2023
Il Piemonte Open 2023, noto anche come Intesa Sanpaolo Piemonte Open, è un torneo maschile di tennis professionistico. È la 2ª edizione del torneo, facente parte della categoria Challenger 175 nell'ambito dell'ATP Challenger Tour 2023. Si gioca sui campi in terra rossa del Circolo della Stampa - Sporting di Torino dal 14 al 20 maggio 2023.

## Partecipanti

### Teste di serie
| Nazionalità | Giocatore             | Ranking* | Testa di serie |
| ----------- | --------------------- | -------- | -------------- |
| Argentina   | Sebastián Báez        | 40       | 1              |
| Colombia    | Daniel Elahi Galán    | 94       | 2              |
| Perù        | Juan Pablo Varillas   | 97       | 3              |
| Argentina   | Juan Manuel Cerúndolo | 105      | 4              |
| Giappone    | Tarō Daniel           | 109      | 5              |
| Giappone    | Yosuke Watanuki       | 111      | 6              |
| Stati Uniti | Aleksandar Kovacevic  | 113      | 7              |
| Germania    | Oscar Otte            | 114      | 8              |

* Ranking all'8 maggio 2023.

### Altri partecipanti
I seguenti giocatori hanno ricevuto una wild card per il tabellone principale:
- Flavio Cobolli
- Edoardo Lavagno
- Gabriele Piraino

I seguenti giocatori sono entrati in tabellone come alternate:
- Riccardo Bonadio
- Gijs Brouwer
- Andrea Collarini
- Tarō Daniel
- Luciano Darderi
- Nerman Fatić
- Dominik Koepfer
- Aleksandar Kovacevic
- Tomáš Macháč
- Francesco Passaro
- Thiago Seyboth Wild
- Camilo Ugo Carabelli
- Otto Virtanen
- Yosuke Watanuki
- Giulio Zeppieri

I seguenti giocatori sono passati dalle qualificazioni:
- Stefano Napolitano
- Salvatore Caruso
- Federico Gaio
- Aleksandr Braynin

Il seguente giocatore è entrato in tabellone come lucky loser:
- Gianluca Mager

## Punti e montepremi
| Torneo    | Torneo              | V      | F      | SF    | QF    | 2T    | 1T    | Q | Q2  | Q1  |
| Singolare | Punti               | 175    | 100    | 60    | 32    | 15    | 0     | 6 | 3   | 0   |
| Singolare | Premi in denaro (€) | 27,155 | 16,000 | 9,450 | 5,500 | 3,240 | 1,950 | – | 980 | 490 |
| Doppio    | Punti               | 175    | 100    | 60    | 32    | –     | 0     | – | –   | –   |
| Doppio    | Premi in denaro (€) | 11,680 | 6,775  | 4,065 | 2,410 | –     | 1,355 | – | –   | –   |

## Campioni

### Singolare
Dominik Koepfer ha sconfitto in finale  Federico Gaio con il punteggio di 6(5)–7, 6–2, 6–0.

### Doppio
Andrej Golubev /  Denys Molčanov hanno sconfitto in finale  Nathaniel Lammons /  John Peers con il punteggio di 7–6(4), 6(6)–7, [10–5].